# Paris International Fantastic Film Festival 2017
Le Paris International Fantastic Film Festival 2017, 7e édition du festival, s'est déroulé du 5 au 10 décembre 2017.

## Sélection

### En compétition
- 68 Kill de Trent Haaga  États-Unis
- Ajin : Semi-humain de Katsuyuki Motohiro  Japon
- Dave Made a Maze de Bill Watterson  États-Unis
- Golem, le tueur de Londres (The Limehouse Golem) de Juan Carlos Medina  Royaume-Uni
- Matar a Dios de Caye Casas et Albert Pintó  Espagne
- Revenge de Coralie Fargeat  France
- Sicilian Ghost Story de Fabio Grassadonia et Antonio Piazza  Italie
- The Endless de Justin Benson et Aaron Moorhead  États-Unis
- Tigers Are Not Afraid (Vuelven) de Issa López  Mexique
- Tragedy Girls de Tyler MacIntyre  États-Unis

### Hors compétition
- A Ghost Story de David Lowery  États-Unis (film d'ouverture)
- Blade of the Immortal (Mugen no jûnin) de Takashi Miike  Japon
- Bodied de Joseph Kahn  États-Unis
- Jojo Bizarre Adventure Diamond Is Unbreakable Chapitre 1 de Takashi Miike  Japon
- Leatherface de Alexandre Bustillo et Julien Maury  États-Unis
- Mayhem de Joe Lynch  États-Unis
- Mutafukaz de Shōjirō Nishimi et Guillaume Renard
- Shin Godzilla de Hideaki Anno  Japon (film de clôture)
- Survival Family de Shinobu Yaguchi  Japon

### Séance interdite
- Downrange de Ryūhei Kitamura  États-Unis

## Palmarès
- Grand Prix : Tigers Are Not Afraid (Vuelven) de Issa López